# Blek snabblöpare
Blek snabblöpare (Philodromus albidus) är en spindelart som beskrevs av Kulczynski 1911. Blek snabblöpare ingår i släktet Philodromus och familjen snabblöparspindlar. Arten är reproducerande i Sverige. Inga underarter finns listade.

## Bildgalleri

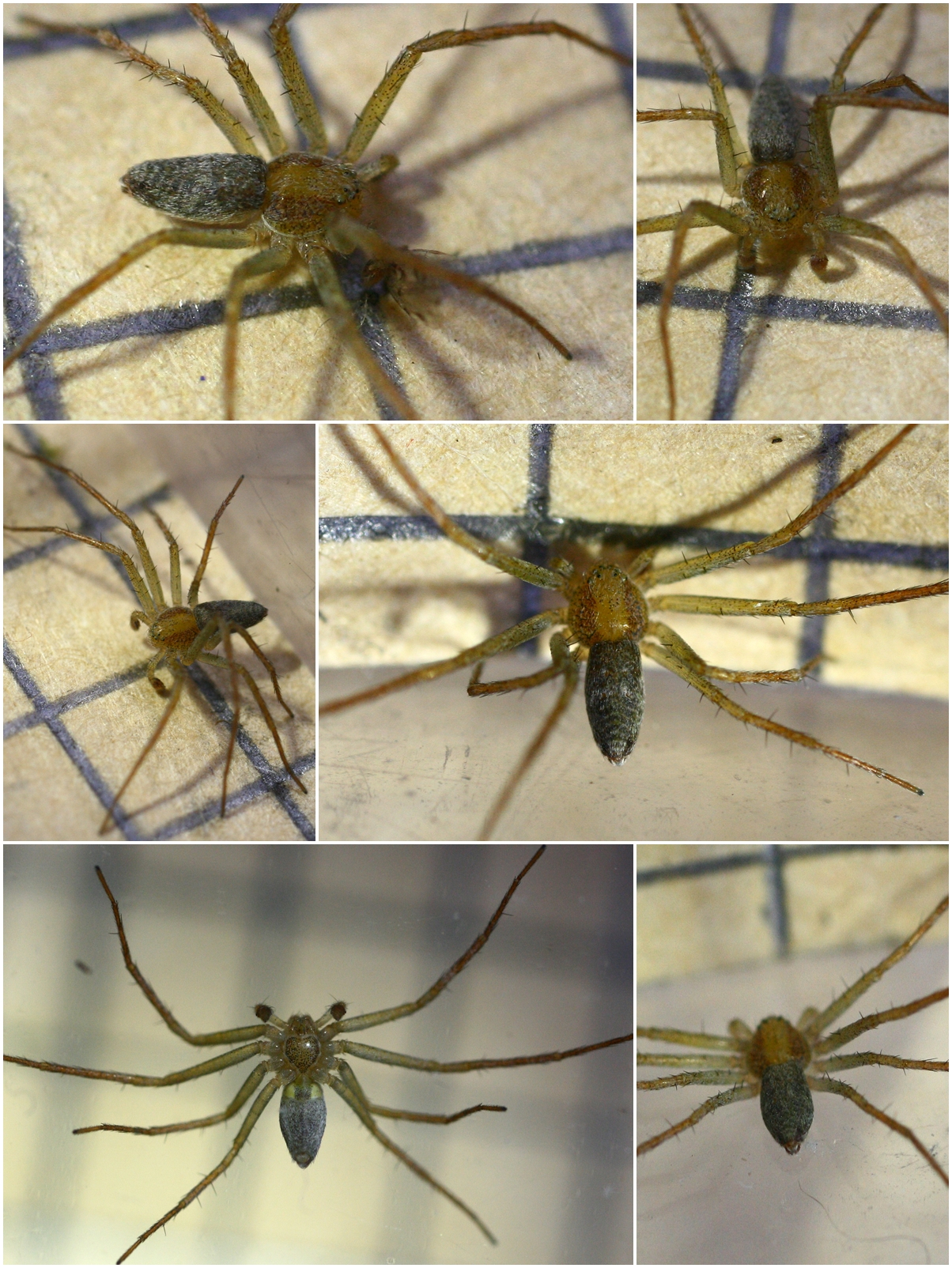